# Juliette de Reul
Juliette de Reul, née à Schaerbeek le 28 novembre 1872 et morte à Uccle le 26 janvier 1925, est une artiste peintre belge.

## Biographie

### Famille
Juliette (Marie Mathilde Juliette) de Reul, née rue de Robiano no 64 à Schaerbeek le 28 novembre 1872, est la fille de l'écrivain et géologue Xavier de Reul (1830-1895), et de Marie Mathilde Tuyaerts (1842-1872), qui meurt trois semaines après sa naissance. Juliette de Reul épouse à Saint-Gilles 22 juillet 1896 le peintre Fernand Stiévenart (1862-1922). Le couple a un fils : Emmanuel Stiévenart (1902-1994),.

### Carrière

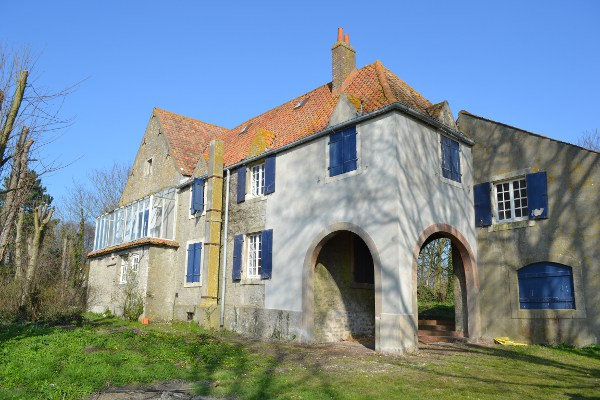
La villa Sainte-Marie aux fleurs à Wissant.

En 1889, Juliette de Reul rencontre son futur mari, le peintre Fernand Stiévenart. En 1897, un an après son mariage, le couple fait bâtir la villa-atelier Sainte-Marie aux fleurs dans le village de Wissant. L'environnement est à l'origine de l'École de Wissant, foyer français de création artistique regroupant des peintres et des sculpteurs dans le Pas-de-Calais. Vers 1908, les deux peintres reviennent s'établir avenue Bel-Air no 80 à Uccle dans une demeure et un atelier conçus à leur usage par Jules Reuter.
En France, Juliette de Reul expose aux salons des artistes français de 1898 (Fin de journée) et de 1901 (Chardons de ruines). De retour en Belgique, elle envoie Fleurs au Salon de Bruxelles de 1914.
Juliette de Reul, veuve depuis trois ans, meurt à Uccle le 26 janvier 1925, à l'âge de 52 ans.

## Œuvre

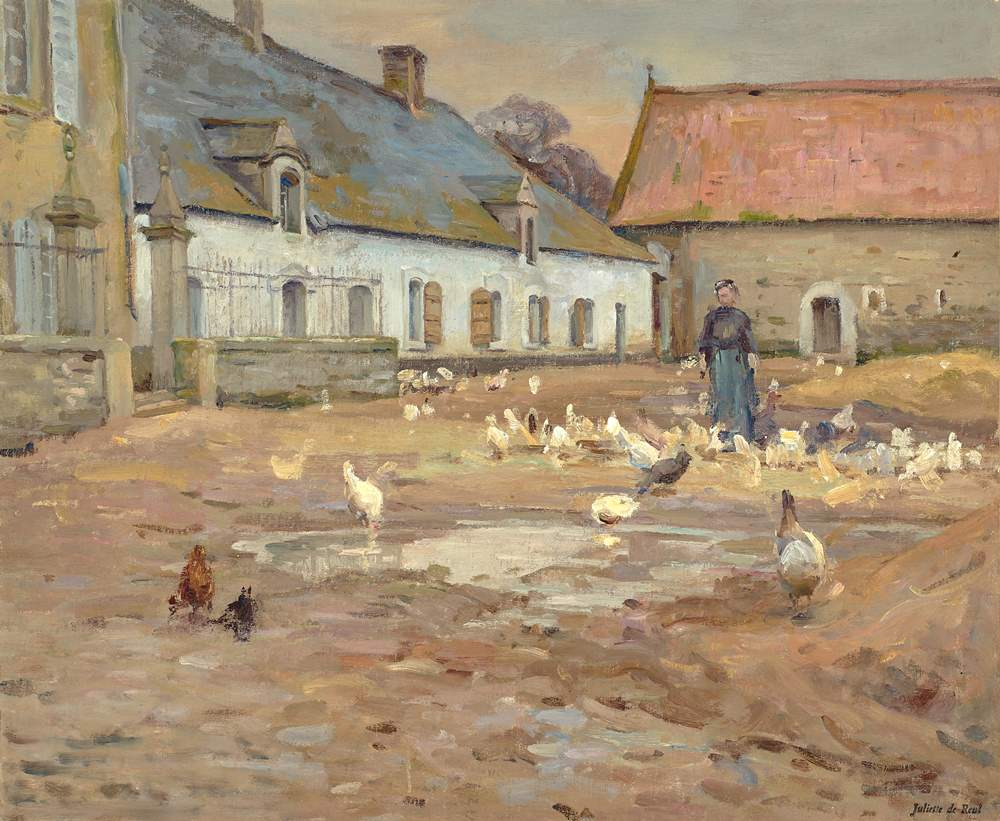
Basse-cour.

Le champ pictural de Juliette de Reul couvre les paysages et les scènes de genre. La Côte d'Opale suscite chez l'artiste une passion pour ce lieu aux lumières particulières. Le couple d'artistes travaille régulièrement ensemble en peignant les mêmes sujets. Fernand Stiévenart réalise de tendres représentations de sa femme qu'il fait rayonner dans des compositions aux couleurs chatoyantes, principalement dans leur intérieur bruxellois dans les années 1910.